# 湖雷镇

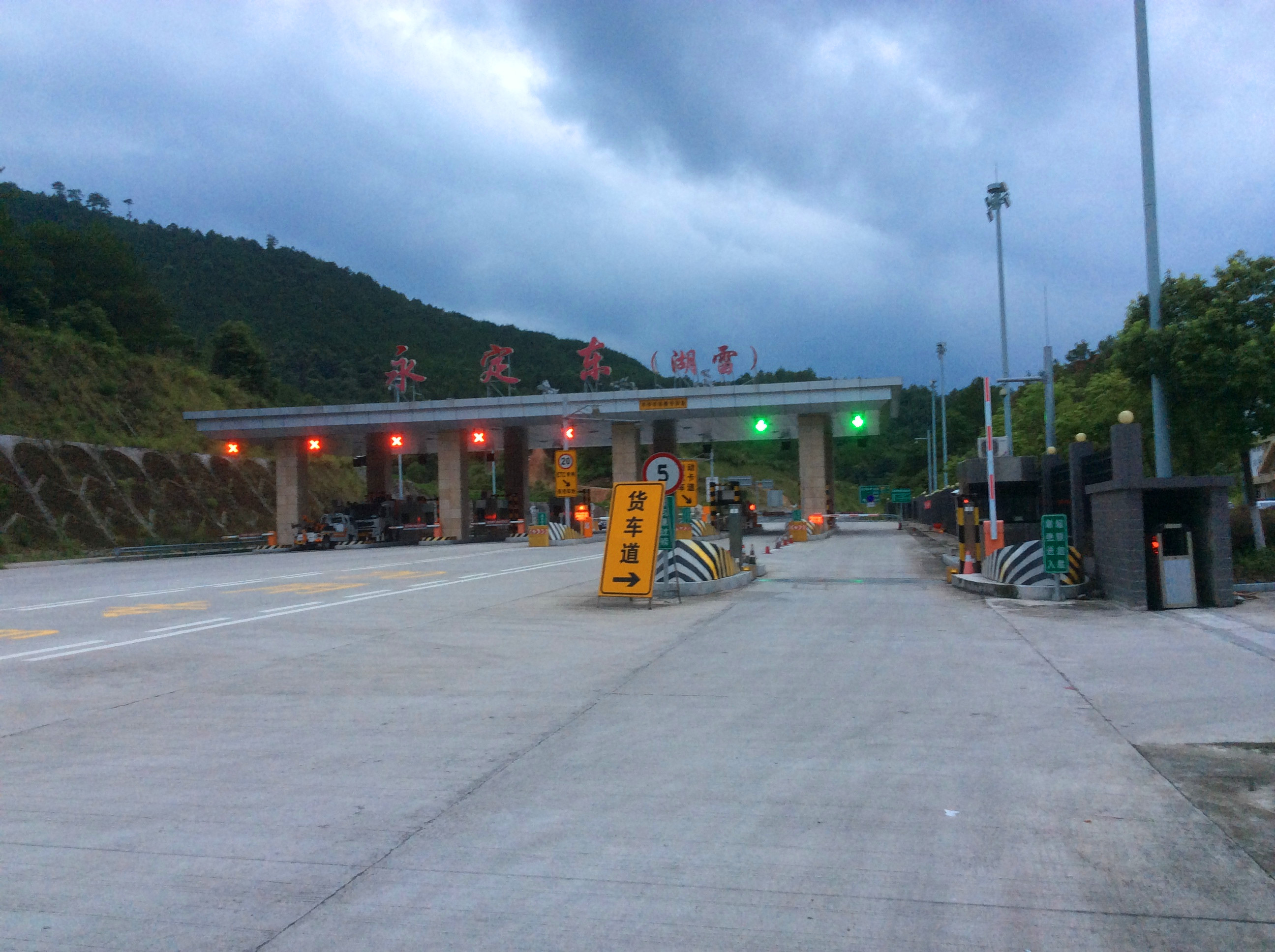
永定东（湖雷）高速公路收费站

湖雷镇，是中华人民共和国福建省龙岩市永定区下辖的一个乡镇级行政单位。

## 行政区划
湖雷镇下辖以下地区：
下湖村、下在村、石坑村、湖瑶村、桐田村、白岽村、前坊村、罗滩村、玉文村、淑雅村、道仁村、竹兰村、高石村、深度村、罗陂村、上湖村、上北村、上南村、增瑞村、尺度村、荷花村、莲塘村、溪口村、锦溪村、象基村、藩坑村和弼鄱村。